# Porno Graffitti
Porno Graffitti (ポルノグラフィティ, Poruno Gurafiti) também conhecido como Porno (ポルノ, Poruno)é uma banda japonesa de rock formada em 1994 em Hiroshima, Japão. É composta atualmente pelo vocalista guitarrista Akihito Okano e por um segundo guitarrista Haruichi Shindo.

## História
Haruichi Shindō originalmente formou a banda com seu primo durante o ensino médio e a chamou de "No Score". Após o início da banda, Haruichi convidou Akihito Okano e Tama para se juntarem. A banda recebeu esse nome porque nenhum deles conseguia ler partituras quando começaram. Inicialmente, Haruichi era o vocalista, mas ele descobriu que Akihito cantava melhor e cedeu a posição de vocalista para ele, assumindo o posto de guitarrista. Isso foi a base para a criação do Porno Graffitti. Eles estrearam com a música "Apollo" em 1999. Seus dois singles subsequentes em CD, "Saudade" e "Agehachō", ambos venderam mais de um milhão de cópias no Japão.
A banda é conhecida por seu trabalho na criação de músicas para animes e filmes. Eles são especialmente reconhecidos pela música "Melissa", que foi usada como tema de abertura da série de anime Fullmetal Alchemist em 2003. Além disso, eles criaram as músicas "Hitori no Yoru" para o segundo tema de abertura da série de anime GTO (2000), "Winding Road" para o tema de encerramento da série de anime Ayakashi Ayashi (2006), "The Day" para o primeiro tema de abertura da série de anime My Hero Academia (2015), "Montage" para um tema de abertura do anime Puzzle & Dragons X e, mais recentemente, "Hikari Are", o primeiro tema de abertura de The Seven Deadly Sins: Dragon's Judgement, a última temporada de The Seven Deadly Sins (mangá).
A música "Koyoi, Tsuki ga, Miezu Tomo" foi destaque no terceiro filme de Bleach, e o single "Anima Rossa" foi apresentado como o décimo primeiro tema de abertura de Bleach. O single "2012Spark" foi destaque como música tema principal do filme Gyakuten Saiban, e o single "Matataku Hoshi no Shita de" foi o segundo tema de abertura do anime Magi: The Labyrinth of Magic. O single "Oh! Rival" faz parte da trilha sonora do filme Detective Conan de 2015.
Eles também são destaque em músicas de videogame, com uma versão de seu single de 2000, "Music Hour", sendo usada em uma fase do jogo de ritmo para Nintendo DS, Moero! Nekketsu Rhythm Damashii Osu! Tatakae! Ouendan 2.

## Integrantes

### Membros atuais
- Vocal & Guitarra: Akihito Okano
- shaviuka

### Membros antigos
- Contra Baixo & Segunda Voz (Back Vocal): Masami Shiratama / Tama (1995/2004)

### Músicos de apoio
- Bateria: Takahiko "PUMP" Obata
- Manipulação de Som/Outros Instrumentsos: Noriyoshi "nang-chang" Minamisawa
- Violino: NAOTO
- Teclados: Tadasuke
- Contra-Baixo: MORIO

## Músicas tema

### Animes
「天保異聞 妖奇士」 Tenpou Ibun Ayakashi Ayashi
- 1º Encerramento: Winding Road

FullMetal Alchemist 「鋼の錬金術師」 Hagane No Renkinjutsushi
- 1ª Abertura: 「メリッサ」 Melissa

Great Teacher Onizuka
- 2ª Abertura: 「ヒトリノ夜」 Hitori No Yoru

「世界制服モララー」 Sekai Seifuku Moraraa
- 1ª Abertura: Century Lovers
- 2ª Abertura: World ☆ Saturday Graffitti (★★★)

BLEACH MOVIE 3: Fade To Black 「君の名を呼ぶ」 Kimi No Na Wo Yobu
- Encerramento: 「今宵、月が見えずとも」 Koyoi, Tsuki Ga Miezu Tomo

BLEACH 
- 11ª Abertura: Anima Rossa

Magi: The Labyrinth of Magic
- 2ª Abertura: 「瞬く星の下で」 Matataku Hoshi No Shita De

Boku no Hero Academia
- 1ª Abertura: 「The Day」

### Filmes
- 「奈緒子」Naoko

Tema: 「あなたがここにいたら」 Anata Ga Koko Ni Itara

### Jogos
- BLEACH 「ヒート・ザ・ソウル６」 Heat The Soul 6

Abertura: 「今宵、月が見えずとも」 Koyoi, Tsuki Ga Miezu Tomo

## Discografia

### Indies
20.07.1996 - 「Winter's Man / GATE」 Demo Tape 2
- 01. Winter's Man (Letra: Akihito Okano Compositor: Ball)
- 02. GATE (Letra: Akihito Okano Compositor: Tama)

### Singles
08.09.1999 - 「アポロ」 APORO / APOLLO
- 01. APOLLO
- 02. Romantist Egoist
- 03. APOLLO (Backing Track)

26.01.2000 - 「ヒトリノ夜」 Hitori No Yoru / Noite Solitária
- 01. Hitori No Yoru
- 02. Dilemma
- 03. Hitori No Yoru (Backing Track)

12.07.2000 - 「ミュージック・アワー」 Music Hour / Hora da Música
- 01. Music Hour
- 02. PRIME
- 03. Century Lovers (LIVE!)
- 04. Music Hour (Backing Track)

13.09.2000 - 「サウダージ」 SAUDAAJI / Saudade
- 01. Saudade
- 02. Mitsumete Iru
- 03. Tsumetai Te ~3 Nen 8 Ka Getsu~
- 04. Search The Best Way

06.12.2000 - 「サボテン」 Saboten / Cactus
- 01. Saboten
- 02. Diary 00 08 26
- 03. Itsuka Aetara
- 04. Saboten Sonority

27.06.2001 - 「アゲハ蝶」 Agehachou / Borboleta da Cauda de Andorinha
- 01. Agehachou
- 02. Wakarebanashi Wo Shiyou
- 03. Ookami

17.10.2001 - 「ヴォイス」 VOISU (Voice) / Voz
- 01. Voice
- 02. Swing
- 03. LION (LIVE!)

06.03.2002 - 「幸せについて本気出して考えてみた」 Shiawase Ni Tsuite Honki Dashite Kangaete Mita / Eu Tentei Pensar Seriamente Sobre A Felicidade
- 01. Shiawase Ni Tsuite Honki Dashite Kangaete Mita
- 02. TV Star
- 03. Kimi He No Drive

15.05.2002 - 「MUGEN」 MUGEN / Infinidade
- 01. MUGEN
- 02. GO STEADY GO!
- 03. Bitter Sweet (LIVE!)
- 04. MUGEN (Orchestra Version)

05.02.2003 - 「渦」 UZU / Redemoinho
- 01. Uzu
- 02. World ☆ Saturday Graffitti
- 03. Koumori

06.08.2003 - 「音のない森」 Oto No Nai Mori / Floresta Silenciosa
- 01. AWE
- 02. Oto No Nai Mori
- 03. Sonic

26.09.2003 - 「メリッサ」 MERISSA / Melissa
- 01. Melissa
- 02. Mienai Sekai
- 03. Tsuki Kai

06.11.2003 - 「愛が呼ぶほうへ」 Ai Ga Yobu Hou He / Para o Lugar Onde o Amor o Chama
- 01. Ai Ga Yobu Hou He
- 02. Yuuhi To Hoshizora To Boku
- 03. Hard Days, Holy Night

03.12.2003 - 「ラック」 RAKKU (LACK) / FALTA
- 01. LACK
- 02. Theme Of "74ers"
- 03. Anotherday For "74ers"

08.09.2004 - 「シスター」 SHISUTA (Sister) / Irmã (Freira)
- 01. Sister
- 02. Human Being
- 03. Tenki Shokunin

10.11.2004 - 「黄昏ロマンス」 Tasogare ROMANSU (Tasogare ROMANCE) / ROMANCE Crepúsculo
- 01. Tasogare ROMANCE
- 02. Sheep ~Song Of Teenage Love Soldier~
- 03. Shousetsu No You Ni

02.03.2005 - 「ネオメロドラマティック/ROLL」 NEO MERODORAMATIKU/ROLL (NEO MELODRAMATIC/ROLL) / NEO-MELODRAMÁTICO/RODO
- 01. NEO MELODRAMATIC
- 02. ROLL
- 03. PUSH PLAY (LIVE!)

03.08.2005 - 「NaNaNa サマーガール」 NaNaNa SAMAA GAARU (NaNaNa Summer Girl) / NaNaNa Garota de Verão
- 01. NaNaNa Summer Girl
- 02. PRISON MANSION
- 03. Inamunda Thunder 99

16.11.2005 - 「ジョバイロ/DON'T CALL ME CRAZY」 JOBAIRO/DON'T CALL ME CRAZY (Yo Bailo/DON'T CALL ME CRAZY) / EU DANÇO/NÃO ME CHAME DE LOUCO
- 01. JOBAIRO
- 02. DON'T CALL ME CRAZY
- 03. Free And Freedom

29.03.2006 - 「ヒトリノ夜」 Hitori No Yoru / Noite Solitária (Relançamento)
- 01. Hitori No Yoru
- 02. Dilemma
- 03. Hitori No Yoru (Backing Track)

29.03.2006 - 「アポロ」 APORO / APOLLO (Relançamento)
- 01. APOLLO
- 02. Romantist Egoist
- 03. APOLLO (Backing Track)

28.06.2006 - 「ハネウマライダー」 Haneuma Raida (Haneuma Rider) / Motoqueiro Valente
- 01. Haneuma Rider
- 02. June Brider
- 03. Taneuma Rider

04.10.2006 - 「WINDING ROAD」 Winding Road / Estrada Tortuosa
- 01. Winding Road
- 02. Devil In Angel
- 03. Wendy No Usui Moji

18.07.2007 - 「リンク」 RINKU (LINK) /  LIGAÇÃO
- 01. LINK
- 02. Stand For One's Wish
- 03. It's On My Mind

13.02.2008 - 「あなたがここにいたら」 Anata Ga Koko Ni Itara /  Se Você Estivesse Aqui
- 01. Anata Ga Koko Ni Itara
- 02. HOLE
- 03. ONION SOUP

25.06.2008 - 「痛い立ち位置」 Itai Tachiichi / Situação Difícil
- 01. Itai Tachiichi
- 02. SUMMER PAGE
- 03. NIGHT TRAIN

20.08.2008 - 「ギフト」 GIFUTO (GIFT) / PRESENTE
- 01. GIFT
- 02. POST MAN
- 03. DIARY 08 06 09

08.10.2008 - 「Love, Too Death, Too」 Love, Too Death, Too / Amor, morte também, também
- 01. Love, Too Death, Too
- 02. GOOD NEWS
- 03. Time Or Distance

10.12.2009 - 「今宵、月が見えずとも」 Koyoi, Tsuki Ga Miezu Tomo / Esta noite, embora não possamos ver a lua
- 01. Koyoi, Tsuki Ga Miezu Tomo
- 02. Koyoi, Tsuki Ga Miezu Tomo (Instrumental Track)

09.09.2009 - 「この胸を、愛を射よ」 Kono Mune Wo, Ai Wo Iyo / Que o amor acerte este coração
- 01. Kono Mune Wo, Ai Wo Iyo
- 02. DIAMOND

25.11.2009 - 「アニマロッサ」 Anima Rossa / Alma Vermelha
- 01. Anima Rossa
- 02. Shoukibo Na Haiboku
- 03. Jaken Ni Shinaide

10.02.2010 - 「瞳の奥をのぞかせて」 Hitomi No Oku Wo Nozokasete / Espiando o fundo dos olhos
- 01. Hitomi No Oku Wo Nozokasete
- 02. Rainbow

27.10.2010 - 「君は100％」  Kimi Wa 100% / Você É 100%
- 01. Kimi Wa 100%
- 02. Kemuri
- 03. GET IT ON

03.02.2011 - 「EXIT」 EXIT / SAÍDA
- 01. EXIT
- 02. Regret
- 03. LIVE ON LIVE

21.09.2011 - 「ワンモアタイム」 One More Time / Mais Uma Vez
- 01. One More Time
- 02. My Model
- 03. Goodbye Summer

23.11.2011 - 「ゆきのいろ」 Yuki No Iro / Cor de Neve
- 01. Yuki No Iro
- 02. Umareta Machi
- 03. Gensou L ~Tsuma Koi Ver.~ Studio Session

08.02.2012 - 「2012Spark」 2012Spark / 2012Faísca
- 01. 2012Spark
- 02. 9.9m²
- 03. Haneuma Rider ~Makuhari Ver.~ Studio Session

19.09.2012 - 「カゲボウシ」 Kageboushi / Silhueta
- 01. Kageboushi
- 02. Yagate Kanashiki Rock N' Roll
- 03. Loose

06.05.2013 - 「瞬く星の下で」 Matataku Hoshi No Shita De / Sob As Estrelas Cintilantes
- 01. Matataku Hoshi No Shita De
- 02. Gokujou Landing
- 03. Mukaiawase
- 04. Matataku Hoshi No Shita De (Anime Ver.)

11.09.2013 - 「青春花道」 Seishun Hanamichi / Caminho da Juventude
- 01. Seishun Hanamichi
- 02. Epicurean
- 03. Oideyo Santa Monica (Instrumental)
- 04. Seishun Hanamichi (Original Karaoke)

16.10.2013 - 「東京デスティニー」 Tokyo Destiny / Destino de Tóquio
- 01. Tokyo Destiny
- 02. Dahlia
- 03. Mission Of The Far East (Original Karaoke)
- 04. Tokyo Destiny (Original Karaoke)

### Álbuns
08.03.2000 - 「ロマンチスト・エゴイスト」 ROMANCHISUTO EGOISUTO (ROMANTIST EGOIST) / Romancista Egoísta
- 01. Jazz Up
- 02. Century Lovers
- 03. Hitori No Yoru
- 04. LION
- 05. Yuushoku ~Love Is You~
- 06. Heart Beat
- 07. Machine Gun Talk
- 08. Dessen #1
- 09. APOLLO (New Apollo Project Version)
- 10. Love You Love You
- 11. Dilemma (How To Play "Didgeridoo" Version)
- 12. Libido
- 13. Romantist Egoist

28.02.2001 - 「foo?」 foo? / foo? "Nome geral de itens indefinidos"
- 01. INNERVISIONS
- 02. Guava Juice
- 03. Saudade "D" Tour Style
- 04. Ai Naki...
- 05. Ore, Tenshi
- 06. Saboten
- 07. Name Is Man ~Kimi No Mikata~
- 08. Dessen #2 Shunkou
- 09. Music Hour Ver. 164
- 10. Kuusou Kagaku Shounen
- 11. Report 21
- 12. Yoake Mae Niwa

27.03.2002 - 「雲をも摑む民」 Kumo Wo Mo Tsukamu Tami / As Pessoas Que Agarram Até Mesmo Uma Nuvem
- 01. Teki Wa Doko Da?
- 02. Last Of Hero
- 03. Agehachou (Red Mix)
- 04. Heart
- 05. Aokage
- 06. Christina
- 07. N.T.
- 08. Voice
- 09. Palette
- 10. Shiawase Ni Tsuite Honki Dashite Kangaete Mita (Album Version)
- 11. Nise Kanojo
- 12. Bitter Sweet
- 13. Yoru Wa Oshizuka Ni

26.02.2003 - 「WORLDILLIA」 WORLDILLIA / WORLDILLIA
- 01. CLUB UNDERWORLD
- 02. Wakusei Kimi
- 03. Element L
- 04. MUGEN
- 05. Dessen #3
- 06. Vintage
- 07. World ☆ Saturday Graffitti (★★★)
- 08. Subarashiki Jinsei Ka Na?
- 09. Akai Orange
- 10. GO STEADY GO!
- 11. Karma No Saka
- 12. Didgedilli
- 13. Uzu (Helix Track)
- 14. Kuchibiru Ni Uta

20.04.2005 - 「THUMPx」 THUMPx / BATIDAx
- 01. Ouch!!
- 02. NEO MELODRAMATIC
- 03. Tokyo Landscape
- 04. We Love Us
- 05. Tasogare ROMANCE
- 06. TWILIGHT, TOWAIRAITO
- 07. ROLL
- 08. Sister
- 09. Dreamer
- 10. Shain On The Beach
- 11. PUSH PLAY
- 12. Utakata
- 13. Nandomo
- 14. Let's Go To The Answer

22.11.2006 - 「m-CABI」 m-CABI (music-CABINET) / Gabinete de Música
DISC 1
- 01. m-NAVI 1 "Ride On!! Blue Vehicle!"
- 02. Haneuma Rider
- 03. BLUE SKY
- 04. BLUE SNOW
- 05. m-NAVI 2 "Keep On Having Fun With The MUSIC CABINET"
- 06. Winding Road
- 07. Kyuujitsu
- 08. NaNaNa Summer Girl
- 09. DON'T CALL ME CRAZY
- 10. JOBAIRO
- 11. m-NAVI 3 "Ready? Silvia, Geronimo, And Lily?"
- 12. Tsuki Akari No Silvia
- 13. Mr. Geronimo
- 14. Yokohama Lily
- 15. m-NAVI 4 "Let's Enjoy Till The End"
- 16. Line
- 17. Gravity

DISC 2 ~ CD Extra Track
- 01. NaNaNa Winter Girl

29.08.2007 - 「ポルノグラフィティ」 Porno Graffitti
- 01. LINK
- 02. Utsusemi
- 03. WALKER
- 04. BEARS
- 05. Noufu To Akai SCARF
- 06. Tettsui
- 07. Light And Shadow
- 08. My 80's
- 09. ROCK BAND Ga Yattekita
- 10. Please say yes, yes, yes
- 11. Sora Iro

24.03.2010 - 「∠TRIGGER」 ∠TRIGGER  / ∠LIGAR
- 01. ∠RECEIVER
- 02. Anima Rossa
- 03. Hitomi No Oku Wo Nozokasete
- 04. Negapoji
- 05. CLICHE
- 06. IN THE DARK
- 07. Introduction ~Semari Kuru MONSTER~
- 08. MONSTER
- 09. Kono Mune Wo, Ai Wo Iyo
- 10. Aimai Na Hitotachi
- 11. Hikari No Ya
- 12. Koyoi, Tsuki Ga Miezu Tomo
- 13. LOST

28.03.2013 - 「PANORAMA PORNO」 PANORAMA PORNO
- 01. 2012Spark (PANORAMA Ver.)
- 02. Measure
- 03. Flag
- 04. Exit
- 05. Denkousekka
- 06. Hoshikyuu
- 07. Suteki Sugite Shimatta
- 08. One More Time
- 09. Cassiopeia No Koukai
- 10. Kimi Wa 100%
- 11. Truly
- 12. Yuki No Iro
- 13. Hanamuke
- 14. Merry Go Round
- 15. Hikari No Story

### Coletâneas
28.07.2004 - 「PORNO GRAFFITTI BEST BLUE'S」 PORNO GRAFFITTI BEST BLUE'S / PORNO GRAFFITTI MELHOR DO AZUL
- 01. APOLLO
- 02. Saboten
- 03. Ore, Tenshi
- 04. Agehachou
- 05. Love You Love You
- 06. Oto No Nai Mori
- 07. Uzu
- 08. Hitori No Yoru
- 09. Heart
- 10. Pallet
- 11. Karma No Saka
- 12. Melissa
- 13. Mahoroba ○△

28.07.2004 - 「PORNO GRAFFITTI BEST RED'S」 PORNO GRAFFITTI BEST RED'S / PORNO GRAFFITTI MELHOR DO VERMELHO
- 01. Music Hour
- 02. Century Lovers
- 03. Ai Ga Yobu Hou He
- 04. Saudade
- 05. Voice
- 06. LACK
- 07. Shiawase Ni Tsuite Honki Dashite Kangaete Mita
- 08. Go Steady Go!
- 09. Ookami
- 10. Vintage
- 11. Dilemma
- 12. MUGEN
- 13. Films

29.10.2008 - 「PORNO GRAFFITTI BEST ACE」 PORNO GRAFFITTI BEST ACE / PORNO GRAFFITTI MELHOR DO ÁS
- 01. Haneuma Rider
- 02. GIFT
- 03. NEO MELODRAMATIC
- 04. LINE
- 05. Tasogare ROMANCE
- 06. NaNaNa Summer Girl
- 07. Tokyo Landscape
- 08. Please say yes, yes, yes
- 09. Winding Road
- 10. Anata Ga Koko Ni Itara
- 11. We Love Us
- 12. Sorairo
- 13. A New Day

29.10.2008 - 「PORNO GRAFFITTI BEST JOKER」 PORNO GRAFFITTI BEST JOKER / PORNO GRAFFITTI MELHOR DO CORINGA
- 01. Love, Too Death, Too
- 02. ROLL
- 03. JOBAIRO
- 04. Itai Tachiichi
- 05. Gravity
- 06. Yokohama Lily
- 07. LINK
- 08. m-FLOOD
- 09. DON'T CALL ME CRAZY
- 10. SISTER
- 11. Utakata
- 12. BEARS
- 13. Yakusoku No Asa

20.11.2013 - PORNOGRAFFITTI 15th Anniversary "ALL TIME SINGLES"
DISC 1
- 01. APOLLO
- 02. Hitori No Yoru
- 03. Music Hour
- 04. Saudade
- 05. Saboten
- 06. Agehachou
- 07. VOICE
- 08. Shiawase Ni Tsuite Honki Dashite Kangaete Mita
- 09. MUGEN
- 10. UZU
- 11. Oto No Nai Mori
- 12. MELISSA
- 13. Ai Ga Yobu Hou He
- 14. LACK

DISC 2
- 01. SISTER
- 02. Tasogare ROMANCE
- 03. NEO MELODRAMATIC
- 04. ROLL
- 05. NaNaNa Summer Girl
- 06. Yo Bailo
- 07. DON'T CALL ME CRAZY
- 08. Haneuma Rider
- 09. Winding Road
- 10. LINK
- 11. Anata Ga Koko Ni Itara
- 12. Itai Tachiichi
- 13. GIFT
- 14. Love, Too Death, Too

DISC 3
- 01. Koyoi, Tsuki Ga Miezu Tomo
- 02. Kono Mune Wo, Ai Wo Iyo
- 03. Anima Rossa
- 04. Hitomi No Oku Wo Nozokasete
- 05. Kimi Wa 100%
- 06. EXIT
- 07. One More Time
- 08. Yuki No Iro
- 09. 2012Spark
- 10. Kageboushi
- 11. Matataku Hoshi No Shita De
- 12. Seishun Hanamichi
- 13. Tokyo Destiny
- 14. Hitohira

### Vídeos

#### VHS
- 706.09.2000 - 「Tour 08452 ～Welcome To My Heart～」
- 14.03.2001 - 「Porno Graffitti Visual Works OPENING LAP」

#### DVD
- 06.09.2000 - 「Tour 08452 ～Welc

1. REDIRECIONAMENTO [[

]]
ome To My Heart～」
- 14.03.2001 - 「Porno Graffitti Visual Works OPENING LAP」
- 26.03.2003 - 「"BITTER SWEET MUSIC BIZ" LIVE IN BUDOKAN 2002」
- 24.03.2004 - 「"74ers" LIVE IN OSAA-JO HALL 2003」
- 24.03.2005 - 「5th Anniversary Special Live "PURPLE'S" IN TOKYO TAIIKUKAN 2004」
- 29.03.2006 - 「7th LIVE CIRCUIT "SWITCH" 2005」
- 28.02.2007 - 「Yokohama Romance Porno '06 ~ Kiyatsuchiza Haneuma ~ IN YOKOHAMA STADIUM」
- 31.10.2007 - 「"OPEN MUSIC CABINET" LIVE IN SAITAMA SUPER ARENA 2007」
- 21.05.2008 - 「"Porno Graffitti Ga Yatte Kita" LIVE IN ZEPP TOKYO 2008」
- 08.09.2008 - 「Porno Graffitti 10th Anniversary Project 『Kaikai Sengen LIVE』 Yokohama・Awaji Romance Porno '08 ~10 YEARS GIFT ~」

#### UMD
- 24.03.2005 - 「5th Anniversary Special Live "PURPLE'S" IN TOKYO TAIIKUKAN 2004」

## Livros
- 31.03.2001 - 「ワイラノ クロニクル」 / A HISTÓRIA do PORNO GRAFFITTI de INNOSHIMA
- 19.04.2004 - 「Real Days」 / Dias Reais
- 01.01.2006 - 「自宅にて」 / Em Casa
- 01.01.2006 - 「Porno Graffitti Document Photo Book 7th LIVE CIRCUIT "SWITCH"」 / Porno Graffitti Documento de Livro de Fotos 7° CIRCUITO AO VIVO "SWITCH

## Curiosidades
- A música Anata Ga Koko Ni Itara é a primeira música do Porno Graffitti, tema do filme "Naoko / 奈緒子"
- JOBAIRO foi tema da novela Kon'ya Hitori no Bedo.
- A música que mais fez sucesso foi "Melissa", abertura do anime "FullMetal Alchemist".
- A música Hitori No Yoru tema da segunda abertura do anime Great Teacher Onizuka.
- A música Ai Ga Yobuhou He tema para "Dorama ~ Suekko Chonan Ane Sannin".
- A música Mugen foi usada como tema para a Copa do Mundo FIFA 2002, transmitida pela NHK.
- Tama é a "alcunha" de Masami Shiratama.